# Pseudapis ampla
Pseudapis ampla är en biart som först beskrevs av Walker 1871.  Pseudapis ampla ingår i släktet Pseudapis och familjen vägbin. Inga underarter finns listade i Catalogue of Life.